# Estación de Lavorgo
La estación de Lavorgo es una estación ferroviaria de la comuna suiza de Faido, en el Cantón del Tesino.

## Historia y situación
La estación de Lavorgo  fue inaugurada en el año 1882 con la puesta en servicio al completo de la línea Immensee - Chiasso, más conocida como la línea del Gotardo.
Se encuentra ubicada en el centro del núcleo urbano de Lavorgo, situado en el sureste de la comuna de Faido. Cuenta con un único andén lateral al que accede una vía pasante. A ella hay que sumar otras tres vías pasantes además de tres vías muertas.
En términos ferroviarios, la estación se sitúa en la línea Immensee - Chiasso. Sus dependencias ferroviarias colaterales son la estación de Faido hacia Immensee y la estación de Bodio en dirección Chiasso.

## Servicios Ferroviarios
Los servicios ferroviarios de esta estación están prestados por SBB-CFF-FFS y por TiLo:

### TiLo
TiLo opera servicios ferroviarios de cercanías, llegando a la estación algunos trenes aislados de la línea S10 procedente de Airolo que tiene como el otro extremo a Chiasso, aunque la mayoría de servicios realizan el trayecto Biasca - Albate-Camerlata. Estos servicios parten de Airolo hacia Chiasso por la mañana y regresan por la noche.
- S 10 (Airolo - Faido -) Biasca - Castione-Arbedo - Bellinzona - Lugano - Mendrisio - Chiasso - Como San Giovanni - Albate-Camerlata